# R 38

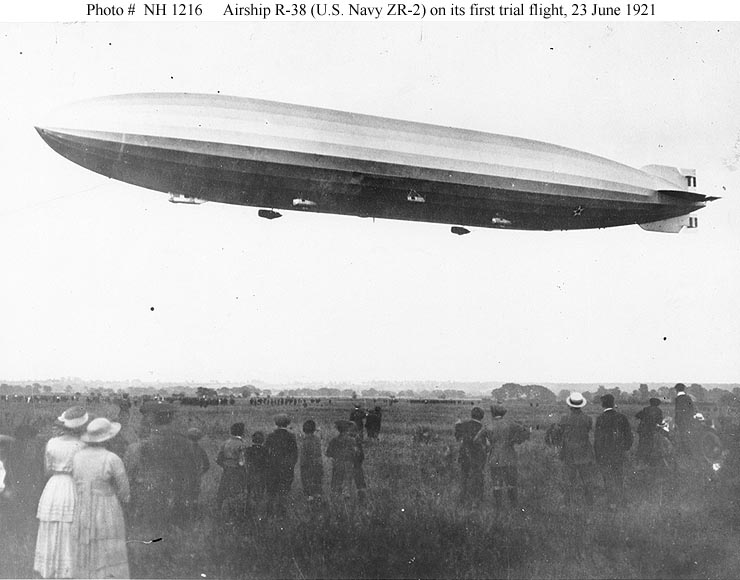
Vzducholoď R 38 na prvním pokusném letu

Vzducholoď R 38 (podle amerického označení ZR-2) byla ve své době největší postavenou vzducholodí na světě. Její katastrofa v roce 1921 na deset let prakticky zastavila britský vzducholodní program.
Vzducholoď R 38 byl ambiciózní britský projekt, který měl ale být v rámci poválečných úspor zrušen. Zachránila jej zakázka amerického námořnictva, které si za tehdy obrovskou sumu 300 000 liber tuto vzducholoď objednalo. Byl to následek přesvědčivého výkonu vzducholodě R 34 při přeletu Atlantiku, po němž se americké námořnictvo rozhodlo zavést vzducholodě do výzbroje.
24. srpna 1921 proběhl čtvrtý ze série zkušebních letů. Vzducholoď se při prudkém manévrování nad městem Kingston upon Hull roztrhla a poté explodovala. Ze 49 členů posádky přežilo katastrofu pouze pět lidí. V troskách zemřela velká část špičkových britských vzducholodních odborníků (například komodor Edward Maitland) i americká posádka, která se během letu zacvičovala.

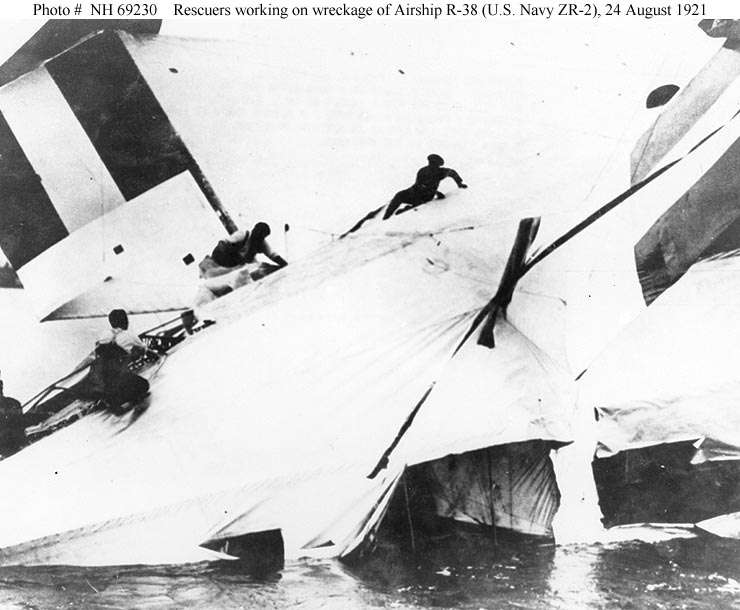
Trosky vzducholodi R 38

## Technická data a výkony
- Délka 213 m
- Objem 85 000 m³ (podle jiných zdrojů 75 600 m³ nebo 77 000m³) vodíku ve 14 plynových oddílech
- Prázdná hmotnost 46 t
- Maximální rychlost 113 km/h
- Pohonná jednotka: šest motorů Sunbeam Cossack III o vzletovém výkonu po 350 hp (261 kW)